# Mitsui Mining & Smelting
La Mitsui Mining & Smelting (三井造船?, Mitsui Kinzoku) è una azienda giapponese, facente parte del keiretsu Mitsui ed attiva nel settore dell'estrazione mineraria.

## Storia
L'azienda fu fondata nel 1874 quando la famiglia Mitsui acquistò una miniera a Kamioka